# Café de noche en Arlés
Café de noche en Arlés (título original en francés Café de Nuit, Arles) es un cuadro de Paul Gauguin pintado entre el 4 y 12 de noviembre de 1888 en Arlés, en casa de Vincent van Gogh. Se conserva en el Museo Pushkin de Moscú. Se conoce con la referencia número 305 del catálogo de Wildenstein de 1964, y número 318 del catálogo de Daniel Wildenstein de 2001 (W 305 / W 318).

## Descripción
En primer plano está el retrato de una arlesiana, Madame Ginoux, con el traje tradicional de Arlés con chal negro y tul blanco. Está sentada y apoyada sobre una mesa de mármol donde hay un sifón, una copa y un platito con dos terrones de azúcar.
Detrás de ella se muestra la escena interior del café, con personajes habituales de van Gogh. En medio de la sala, un billar y un hilo de humo de tabaco. En la mesa del fondo hay un grupo de tres mujeres, probablemente prostitutas de la calle, conversando animosamente con el cartero identificado por su gorra típica. A la izquierda hay un hombre dormido sobre la mesa y a su lado un zuavo, soldado del cuerpo de infantería identificado por su uniforme argelino.
En una carta a Émile Bernard, Gauguin lo describe de esta manera:

He hecho también un café que a Vincent le gusta mucho y a mí menos. En el fondo este no es mi hacer y el color local no me va. Me gusta bastante en los demás pero le tengo siempre aprehensión. Es una cuestión de educación y uno no se rehace. Arriba papel rojo con tres putas. Una con la cabeza adornada de «papillotes» la segunda de espalda con chal verde. La tercera con chal bermellón. A la izquierda un dormilón. Billar - en el primer plano una figura bastante ejecutada de arlesiana con chal negro y por delante tul blanco. Mesa de mármol. El cuadro atravesado por una banda de humo azul pero la figura del primer plano está bastante como es debido. En fin.

Está firmado dos veces "PGauguin 88:" abajo a la derecha sobre el blanco de la mesa, y a la izquierda junto al billar. Puede ser una señal de que añadió modificaciones a una primera versión.

## Contexto
En octubre de 1888, Gauguin fue a Arlés, en Provenza, para reunirse con Vincent van Gogh. Este quería crear un taller de artistas y lo convenció a través de su hermano, Theo van Gogh que era el marchante de ambos. Para este propósito van Gogh había preparado una casa, conocida como la Casa Amarilla, en el número dos de la plaza Lamartin, al norte de Arlés cerca de la estación de tren.

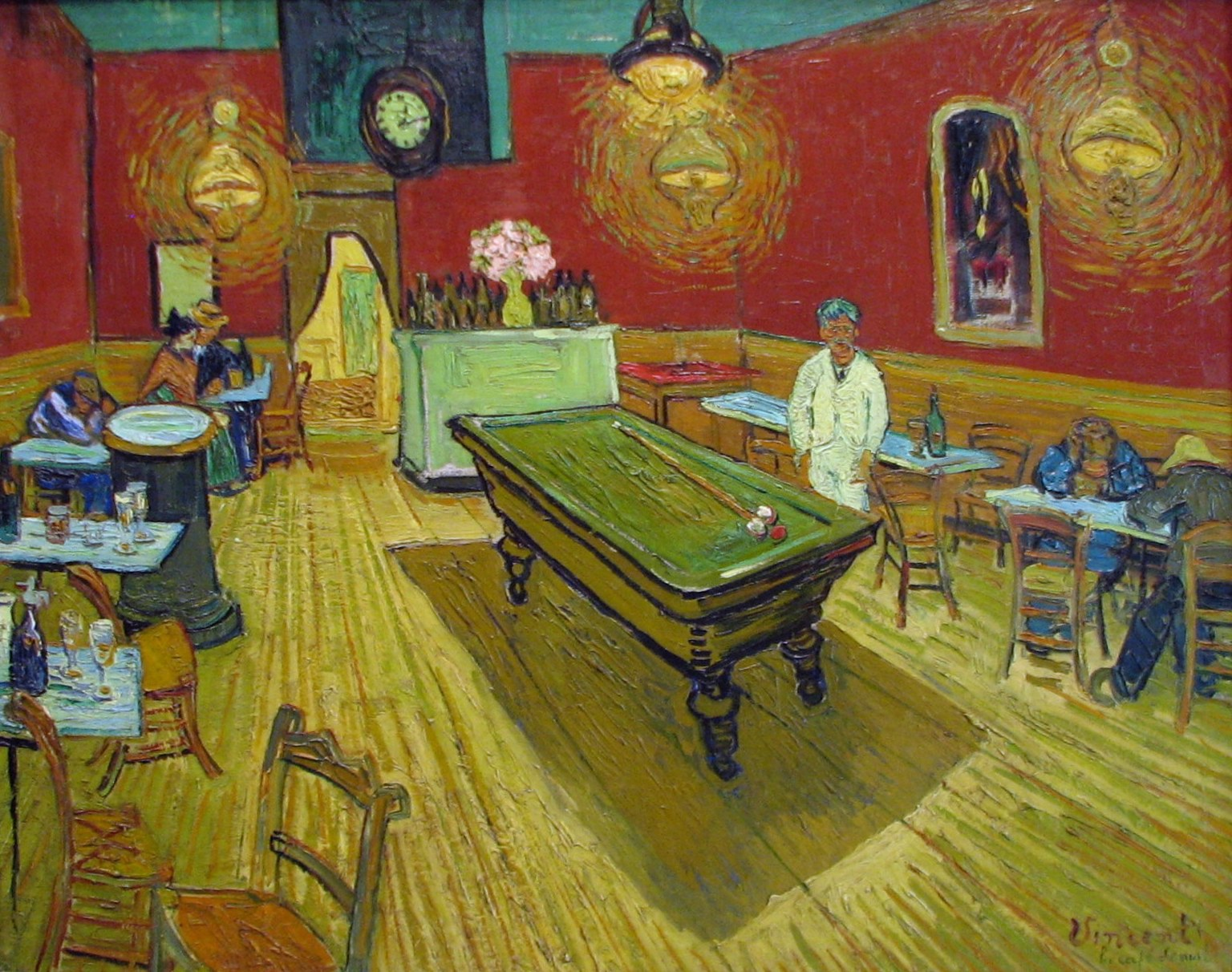
El café de noche (1888), de V. van Gogh.

Gauguin llegó de madrugada en tren desde Pont-Aven, en Bretaña, y decidió esperar en el café de la estación (Café de la Gare), situado en el número 30 de la plaza Lamartin, hasta que se hiciera de día. Era lo que se llamaba un «café de noche» (café de nuit), un local abierto las 24 horas y donde se refugiaban de noche los vagabundos, borrachos y prostitutas de la calle. El propietario era Joseph Ginoux que había abierto el café a principios de aquel año. Van Gogh frecuentaba el local, y hacía un mes y medio que había pintado su ambiente nocturno en Le Café de Nuit.

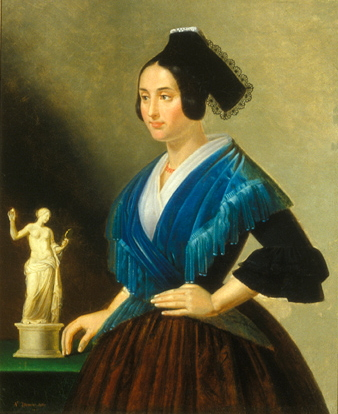
Arlesiana con la Venus (1860), de Augustin Dumas.

Van Gogh mostró Arlés a Gauguin, pero este estaba sobre todo interesado por las arlesianas. En el siglo XVII se había descubierto la Venus de Arlés y se hizo popular el mito de la belleza de las arlesianas. Frederic Mistral las alababa en su poesía como prototipo de belleza provenzal, y Alphonse Daudet había escrito la obra L' Arlésienne sobre una mujer fatal y que tuvo gran éxito, en 1888, adaptada al teatro con música de Georges Bizet. Van Gogh deseaba retratar una arlesiana pero no encontraba modelos que quisieran posar para él. Al cabo de una semana Gauguin, que tenía fama de galán, ya había encontrado una modelo: Marie Ginoux (1848 - 1911), la mujer del propietario del «Café de la Gare».
Madame Ginoux posó para los dos pintores con el traje tradicional arlesiano de los días festivos, es decir, un traje oscuro con corpiño blanco a base de hilo de Arlés entrecruzado y con cofia de cintas en el pelo. En una hora van Gogh completó su retrato. «Tengo finalmente una arlesiana», escribió a su hermano. Poco después hizo una segunda versión con colores más atrevidos y contornos más destacados, más al estilo de Gauguin. Por su parte, durante la misma sesión Gauguin hizo un dibujo al carboncillo, y durante la semana siguiente compuso el retrato en el estudio a partir del boceto y situándolo en el café de noche.

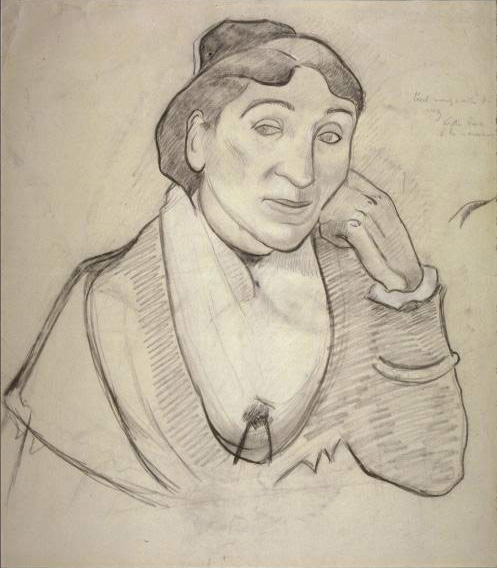
Dibujo La arlesiana, Madame Ginoux (1888), de P. Gauguin.
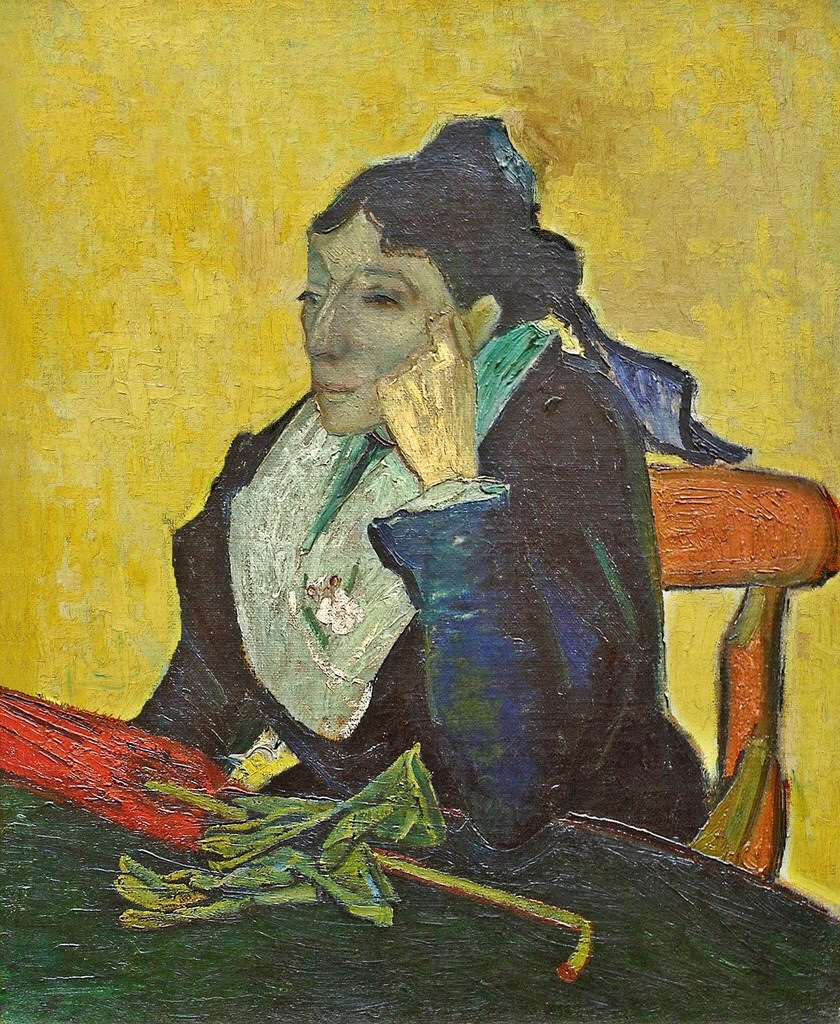
La arlesiana (con paraguas y guantes) (1888), de V. van Gogh.
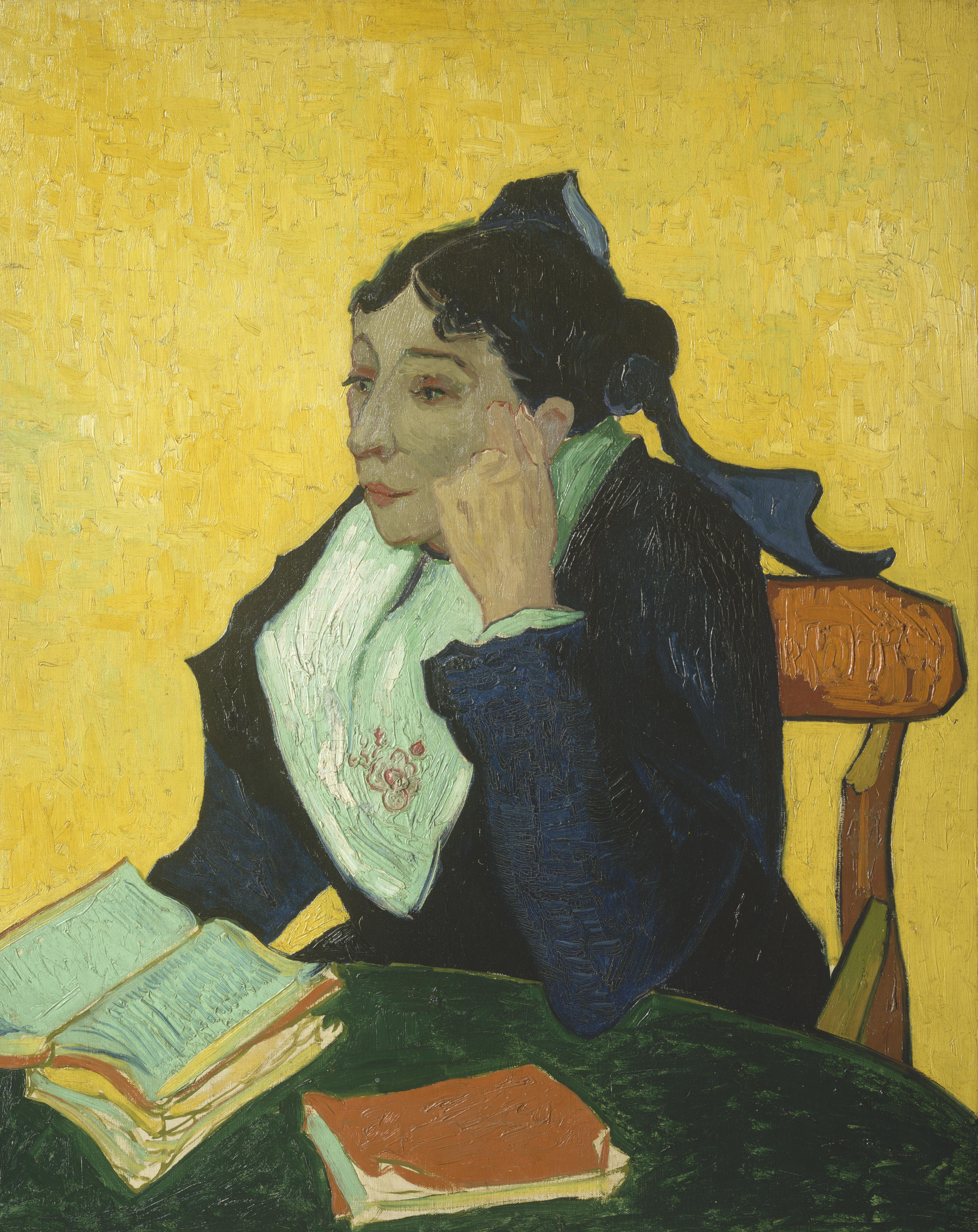
La arlesiana (con libros) (1888), de V. van Gogh.

## Composición
A diferencia de van Gogh, que prefería pintar sobre el terreno observando la escena, Gauguin preparaba sus cuadros en el estudio con una composición cuidadosa integrando diferentes elementos a partir de bocetos, memoria e imaginación. No se limitaba a hacer un retrato de Madame Ginoux sino que la integraba en su versión del café de noche que ya había pintado van Gogh y que formaba parte de la decoración de la Casa Amarilla.

### Retrato de Madame Ginoux
Los dos retratos que los dos pintores hicieron ante la modelo son muy diferentes y apenas se pueden reconocer. Gauguin se sitúa ante la modelo retratándola de frente. En cambio, la perspectiva de van Gogh es lateral y más alejada. Este pinta una arlesiana idealizada, una señora con un toque de elegancia, expresión soñadora y acompañada de unos objetos sobre la mesa que sugieren una posición social y cultural.
La iconografía que muestra Gauguin es propia de la segunda mitad del siglo XIX, con un tipo de mujer solitaria, tomando bebidas alcohólicas y de vida degradada por el alcohol o la prostitución. Su arlesiana es más modesta, menos elegante, mostrando la propietaria de una taberna o casi de un prostíbulo. Su expresión tiene una cierta picardía, con una mirada de reojo y una sonrisa enigmática que podría ser cínica o despreciativa. La presencia de un gato bajo la mesa de billar, de color blanco y negro como el vestido de Madame Ginoux, podría tener un propósito simbólico representando el carácter ambivalente expresado por la arlesiana, mansa y agresiva.
La posición en primer plano de Madame Ginoux hace captar toda la atención con una cierta intimidad por el pintor o el espectador con el que comparte la mesa del café. El sifón, la copa y el azúcar que hay sobre la mesa dan a entender que está tomando una absenta, entonces el aperitivo más popular en el sur de Francia. Para tomarla, se ponía un terrón de azúcar en una cucharilla, y se tiraba la absenta encima de forma que gotea dentro del vaso lleno de agua carbónica del sifón que se volvía de un color verde turbio y vistoso.

### Café de noche

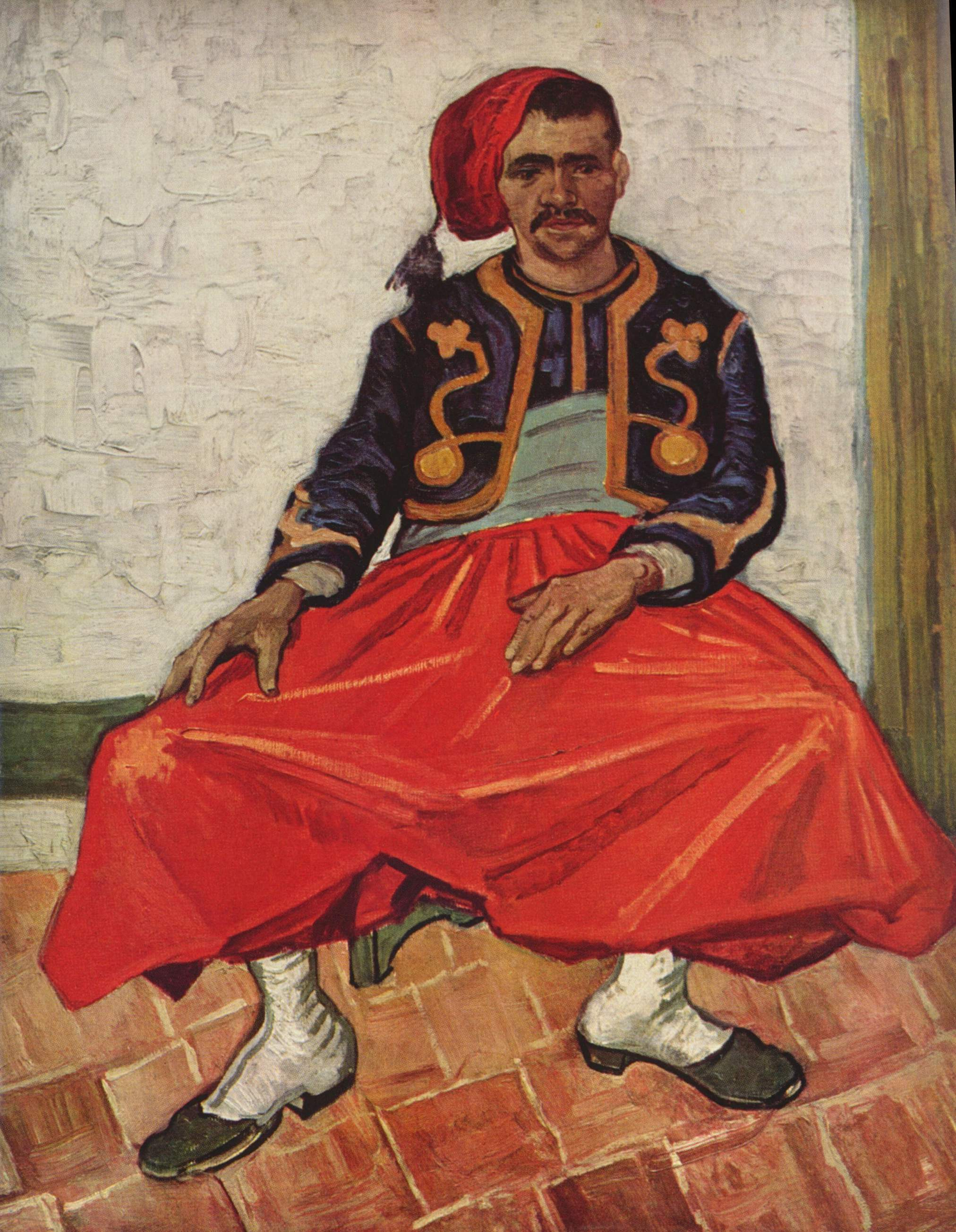
Zuavo sentado (1888), V. van Gogh.

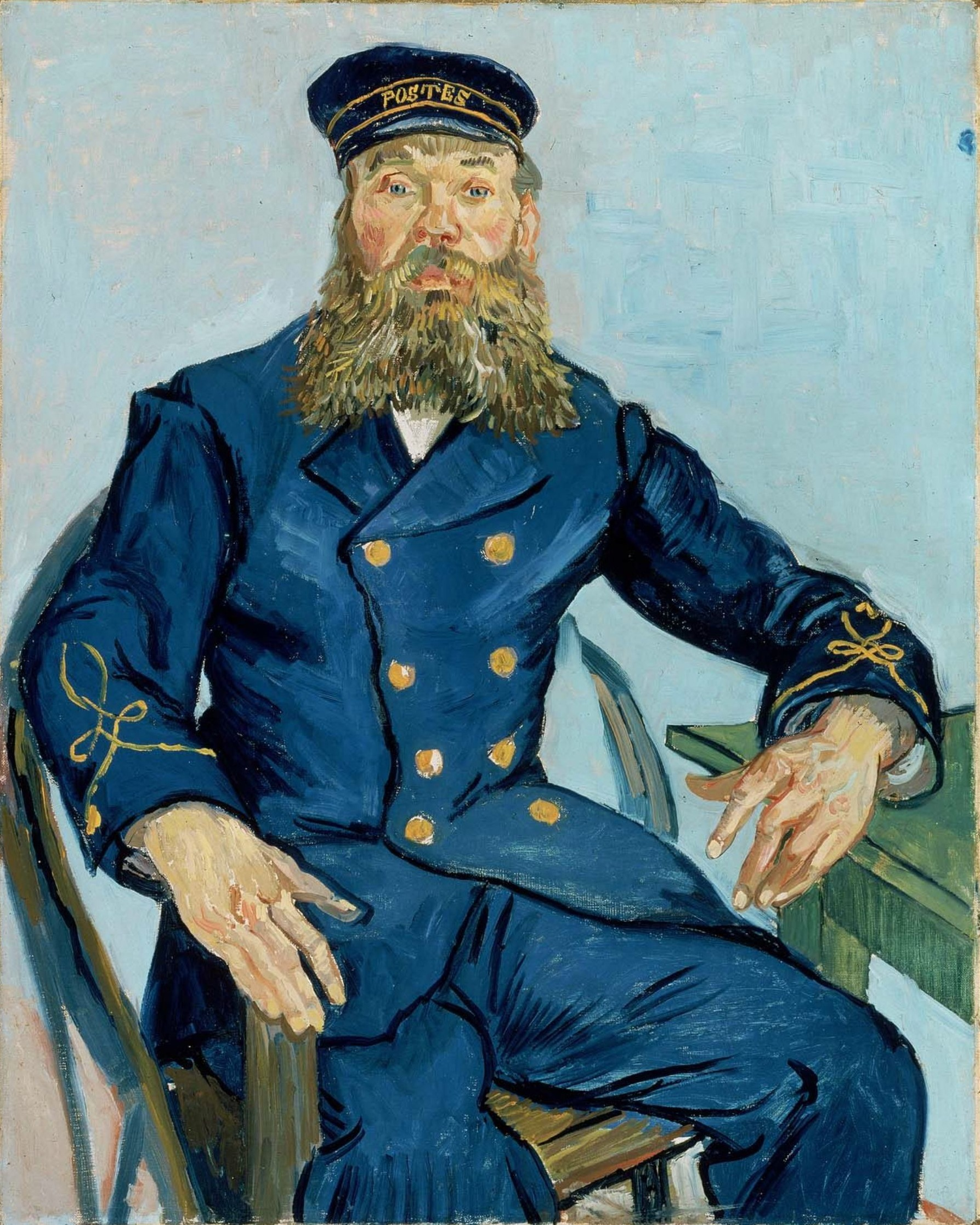
El cartero (Joseph Roulin) (1888), V. van Gogh.

Mientras que van Gogh pintó El café de noche longitudinalmente, visto desde la puerta con una perspectiva marcada por las diagonales, Gauguin lo pintó transversalmente predominando las líneas horizontales y verticales. Sentado en una de las sillas alineadas contra la pared lateral, se ve la pared de enfrente. La gran mesa de billar otorga profundidad a la composición.
Gauguin incorpora en los personajes del fondo a dos amigos de van Gogh que éste ya había retratado: el cartero Roulin y el zuavo Milliet. Joseph Roulin trabajaba en la estación de tren y frecuentaba el Café de la Gare. Paul-Eugène Milliet era subteniente del tercer regimiento de zuavos estacionado en las afueras de Arlés. Este era un cuerpo formado inicialmente de bereberes de Argelia y que destacaba por la vistosidad de sus uniformes exóticos.
Van Gogh lo comenta a Émile Bernard: «Gauguin tiene en marcha en este momento una tela del mismo café de noche que también he pintado, pero con figuras que se ven en los burdeles».
Tanto Gauguin como van Gogh fumaban en pipa. El hilo de humo del café probablemente también se encontraba en el estudio donde ambos pintaban, resulta por lo tanto un símbolo de la convivencia de los dos pintores y del ambiente del café.

### Contrastes e influencias
Van Gogh hace estallar el amarillo reflejando sus emociones. En cambio, la composición de Gauguin es más equilibrada y armoniosa con predominio de los rojos y verdes. Escribe en sus memorias que «el divino Vincent amaba el amarillo [...] yo adoraba el rojo.» Van Gogh expresa su propia soledad y emociones en una escena infernal, mientras que Gauguin prioriza el aspecto pintoresco haciendo un café más afable, pero queda distante. Madame Ginoux no parece integrada en el resto de la composición y Gauguin no se muestra muy satisfecho por resultar demasiado formal.
Los dos pintores hacen una aproximación mutua. Van Gogh, el realista, retrata una arlesiana idealizada e introduce elementos simbólicos como el paraguas o los libros. Gauguin, el imaginativo y simbólico, pinta un cuadro realista y costumbrista, con colores locales. El cloisonismo de Gauguin queda mitigado y en cambio van Gogh lo utiliza en algunos elementos de la arlesiana.
La composición tiene un gran parecido con la Escena de cabaret del amigo común Émile Bernard y que había hecho sólo el año anterior (1887). En el primer plano Julie la Rousse mira de reojo la escena del burdel con varios personajes en torno a mesas blancas, entre ellos un soldado zuavo.

## Historia
La convivencia entre Gauguin y Van Gogh terminó de forma repentina después de un incidente poco claro que llevó a van Gogh al hospital con la oreja cortada. Gauguin volvió a París y dejó en Arlés su dibujo de Madame Ginoux. Gauguin pidió un cuadro de Los girasoles a cambio de los dibujos que había dejado en Arlés, pero Vincent van Gogh se negó. Más tarde, en febrero de 1890, van Gogh hizo hasta cinco versiones diferentes de la arlesiana a partir del dibujo de Gauguin. Una de ellas iba dedicada a Gauguin, «como una especie de síntesis de la arlesiana [...] un resumen de nuestros meses de trabajo conjunto».

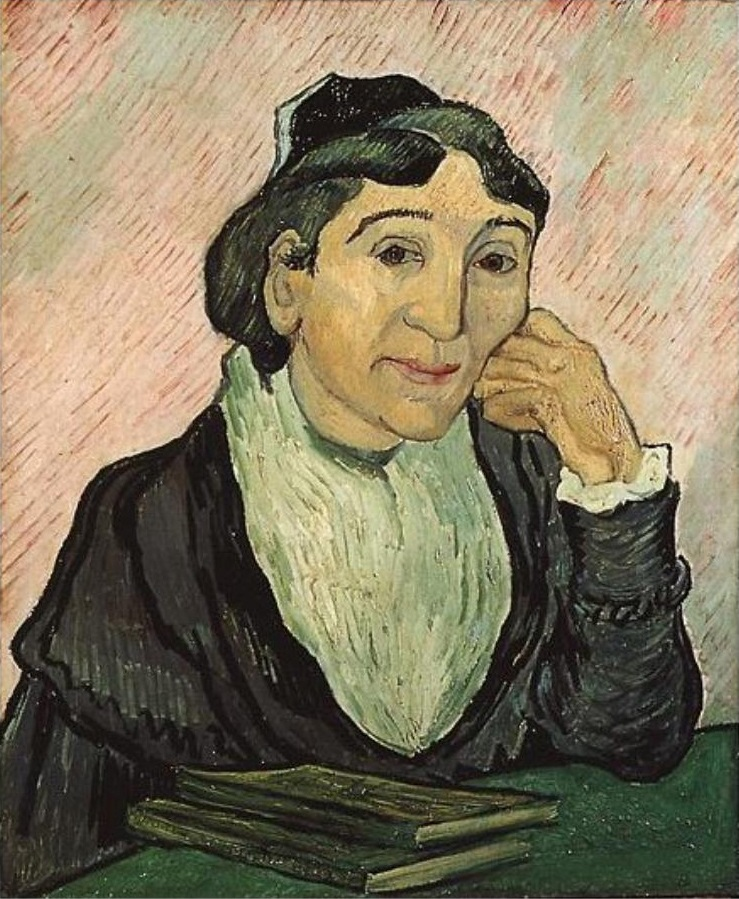
La arlesiana, Madame Ginoux (I) (1890), V. van Gogh,1892.
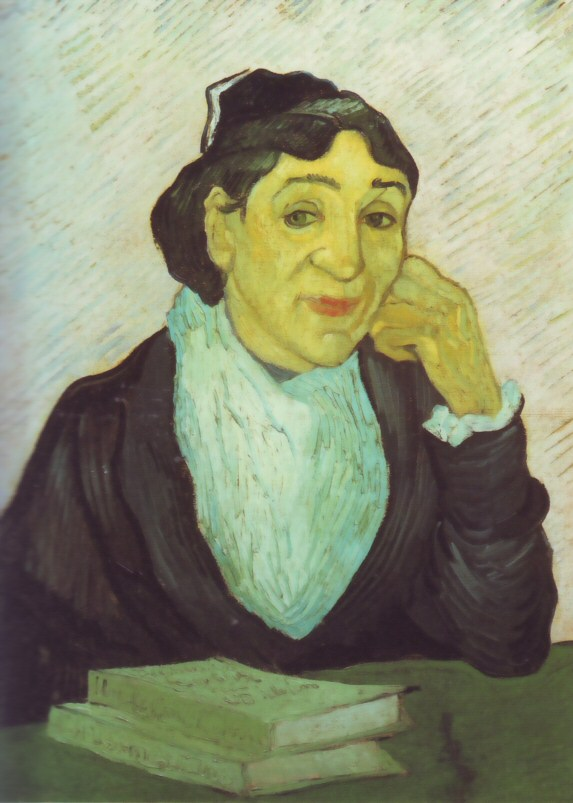
La arlesiana, Madame Ginoux (II) (1890), V. van Gogh,1893.
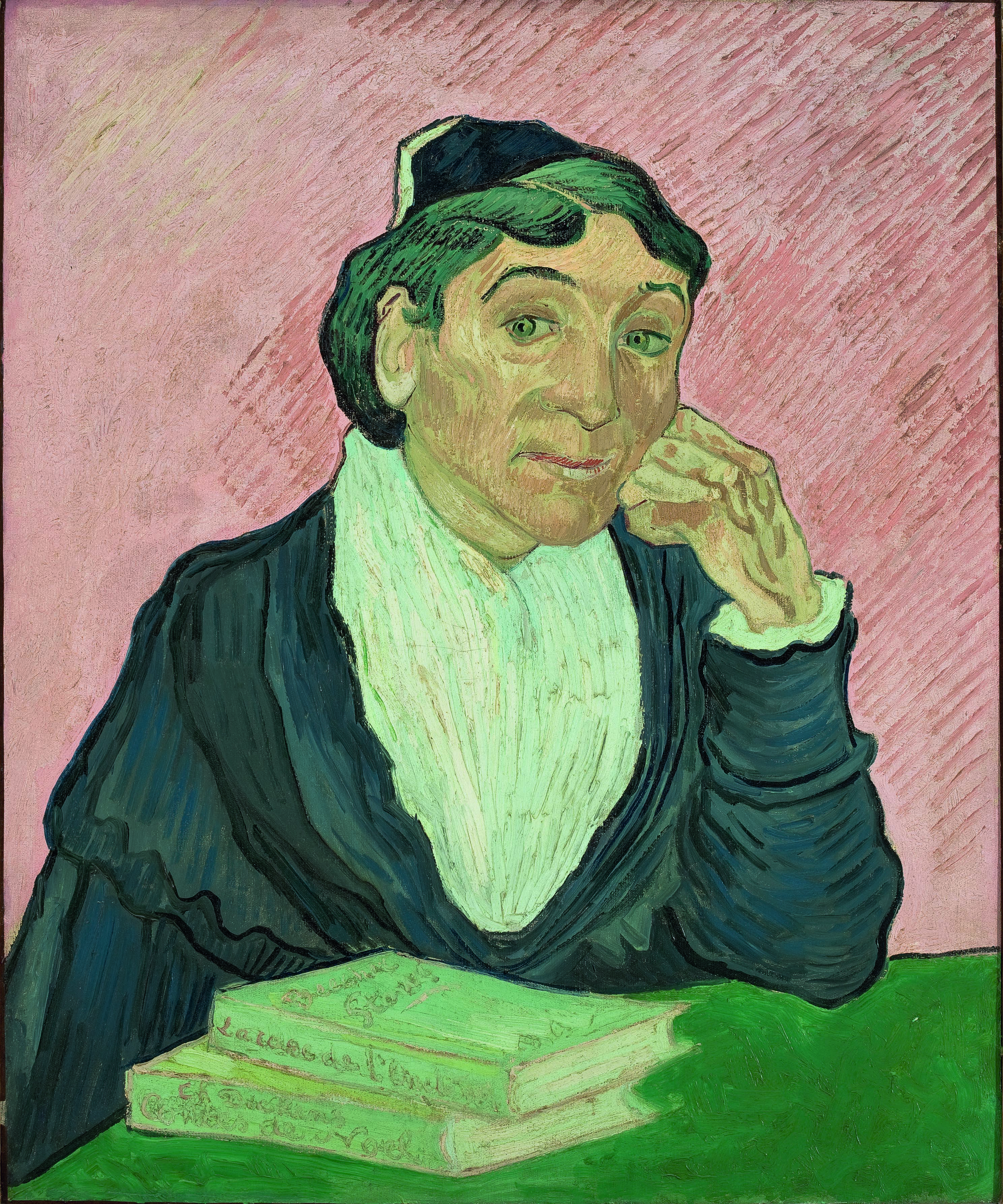
La arlesiana, Madame Ginoux (III) (1890), V. van Gogh, 1894.
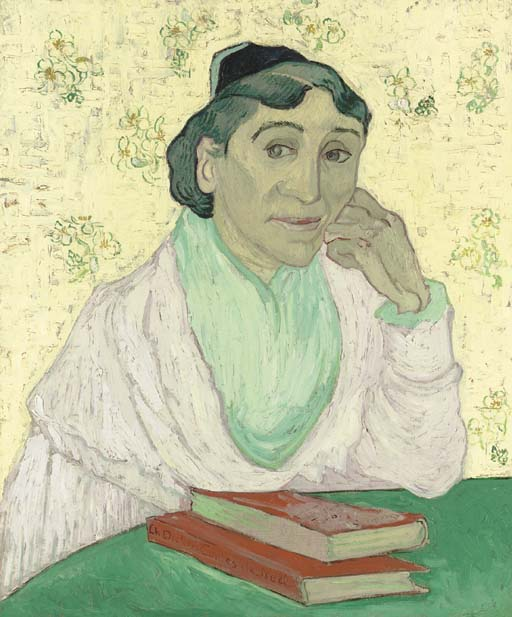
La arlesiana, Madame Ginoux (IV) (1890), V. van Gogh, 1895.

El dibujo de Madame Ginoux hecho por Gauguin acabó en posesión de Theo van Gogh y fue vendido en 1910. El cuadro del café de noche de Gauguin fue adquirido por el ruso Ivan Mozorov, en 1908, que lo compró al marchante Ambroise Vollard por 8.000 francos (unos 28.800 euros).) En 1918 su colección fue nacionalizada por el gobierno bolchevique. También había comprado el Café de noche de van Gogh.